# Zorlențu Mare
Zorlențu Mare é uma comuna romena localizada no distrito de Caraș-Severin, na região histórica do Banato (parte da Transilvânia). A comuna possui uma área de 66.98 km² e sua população era de 928 habitantes segundo o censo de 2007.